# Michaël Goossens
Pour les articles homonymes, voir Goossens.
Michaël Goossens, né le 30 novembre 1973 à Ougrée en Belgique, est un ex-footballeur belge qui évoluait au poste d'attaquant. Ex-international belge.

## Carrière
- 1989-1990 : RFC Sérésien  Belgique
- 1990-1996 : Standard de Liège  Belgique
- 1996-1997 : Genoa CFC  Italie
- 1997-2000 : Schalke 04  Allemagne
- 2000-2003 : Standard de Liège  Belgique
- 2003-2004 : Grazer AK  Autriche
- 2004-2005 : K Saint-Trond VV  Belgique
- 2005-2006 : KAS Eupen  Belgique
- 2006-2007 : RUS Bercheux  Belgique

## Palmarès
- Jeune Pro de l'année : 1993
- Coupe de Belgique de football avec le Standard de Liège : 1993
- Finaliste Coupe de Belgique de football avec le Standard de Liège : 2000
- Vice-Champion de Belgique avec le Standard de Liège : 1993, 1995
- Championnat d'Autriche de football avec Grazer AK : 2004
- Coupe d'Autriche de football avec Grazer AK : 2004
- doublé championnat-Coupe d'Autriche : 2004

## Anecdotes
- Avec Philippe Léonard et Régis Genaux, ils ont été appelés Les Trois Mousquetaires. Ils ont été les grands talents mais aussi les « enfants terribles » du football belge. Roberto Bisconti a fait partie aussi de cette génération prometteuse.